# Vahastu
Vahastu es una localidad del municipio de Kuusalu en el condado de Harju, Estonia, con una población a final del año 2011 de 46 habitantes. 
Se encuentra ubicada al este del condado, cerca de la costa del mar Báltico, de la frontera con el condado de Lääne-Viru y del parque nacional de Lahemaa.